# Schütte-Lanz D-Typen
Die Schütte-Lanz D.I bis D.VII waren Kampfeinsitzer der deutschen Luftstreitkräfte im Ersten Weltkrieg.

## Entwicklung
Die Firma Schütte-Lanz, bis 1918 hauptsächlich mit dem Bau von Luftschiffen befasst, entwickelte in ihrem Werk in Zeesen in Brandenburg auch einige Flugzeugtypen.
Die D.I entstand 1915 als Nachbau der erfolgreichen britischen Sopwith Tabloid als erster deutscher Kampfdoppeldecker, wurde aber als Jagdflugzeug unterschätzt und abgelehnt, da man den Eindecker wegen der besseren Sicht für den Piloten als Jagdflugzeug für geeigneter hielt. Ihre geplante Weiterentwicklung zur D.II mit stärkerem 100-PS-Mercedes-Reihenmotor wurde daher abgebrochen.
1916/17 folgten parallel die D.III und die D.IV. Die D.III war ein formschöner Jagddoppeldecker mit durch V-Streben verbundene Tragflächen unterschiedlicher Tiefe – ähnlich der Nieuport 11 – und einem zur Verbesserung der Aerodynamik voll verkleideten Mercedes-D-III-Reihenmotor, der dem Flugzeug eine hohe Fluggeschwindigkeit ermöglichte. Dennoch konnten die Flugeigenschaften nicht überzeugen und es kam zu keiner Produktion. Die D.IV mit 220 PS starkem Benz-Bz-III-Motor zeigte noch schwächere Leistungen; von ihr wurden nur zwei Prototypen hergestellt.
Auf die geplante Weiterentwicklung zur D.V wurde verzichtet, da der überkomprimierte Mercedes D IIIavü nicht verfügbar war. Aus der D.III wurde jedoch versuchsweise auch der Prototyp eines Dreideckers, der Dr. I gebaut.
Die 1917 entwickelte D.VI mit 160 PS leistendem Mercedes-D-III-Motor war eine Mischung zwischen Schirmeindecker und Eineinhalbdecker, deren Schirmtragfläche von breiten, tragflächenartigen Streben gestützt wurde. 1918 wurde ein Prototyp gebaut, der jedoch beim Erstflug am 29. Mai 1918 auf einen Flügel gesetzt und dabei nahezu total beschädigt wurde.
Die D.VII kehrte schließlich zum Konzept der D.III zurück. Von ihr wurden drei Prototypen gebaut, die sich bei Kriegsende noch in der Erprobung befanden.

## Einsatz
Über den Einsatz der Schütte-Lanz-D-Flugzeuge ist wenig bekannt. Es finden sich jedoch Belege für die Verwendung der D.I bei der Marine.

## Technische Daten
| Kenngröße             | D.I                                      | D.III                           | Dr.I                            | D.IV                         | D.VI                            | D.VII                              |
| --------------------- | ---------------------------------------- | ------------------------------- | ------------------------------- | ---------------------------- | ------------------------------- | ---------------------------------- |
| Baujahr               | 1915                                     | 1917                            | 1917                            | 1917                         | 1918                            | 1918                               |
| Einsatzzweck          | Jagdflugzeug                             | Jagdflugzeug                    | Jagdflugzeug                    | Jagdflugzeug                 | Jagdflugzeug                    | Jagdflugzeug                       |
| Besatzung             | 1                                        | 1                               | 1                               | 1                            | 1                               | 1                                  |
| Länge                 | 5,40 m                                   | 6,50 m                          | 6,26 m                          | 5,80 m                       | 6,51 m                          | 6,00 m                             |
| Spannweite            | 7,50 m                                   | 8,00 m                          | 8,00 m                          | 9,00 m                       | 10,80 m                         | 9,00 m                             |
| Höhe                  |                                          |                                 |                                 |                              |                                 |                                    |
| Flügelfläche          |                                          |                                 |                                 | 22,96 m²                     |                                 |                                    |
| Leermasse             |                                          |                                 |                                 | 695 kg                       | 740 kg                          |                                    |
| Startmasse            |                                          | 860 kg                          | 900 kg                          | 885 kg                       | 920 kg                          |                                    |
| Motor                 | Umlaufmotor Oberursel U 0, 80 PS (59 kW) | Mercedes D III, 160 PS (118 kW) | Mercedes D III, 160 PS (118 kW) | Benz Bz III, 220 PS (162 kW) | Mercedes D III, 160 PS (118 kW) | Mercedes D IIIavü, 180 PS (132 kW) |
| Höchstgeschwindigkeit | 135 km/h                                 | 195 km/h                        |                                 | 180 km/h                     |                                 |                                    |
| Steigzeit auf 1000 m  |                                          |                                 |                                 |                              |                                 |                                    |
| Dienstgipfelhöhe      |                                          |                                 |                                 |                              |                                 |                                    |
| Reichweite            |                                          |                                 |                                 |                              |                                 |                                    |
| Flugdauer             |                                          |                                 |                                 |                              |                                 | 1:30 h                             |
| Bewaffnung            |                                          |                                 |                                 | 2 MG                         |                                 | 2 MG                               |